# Рогов, Виктор Яковлевич
Ви́ктор Я́ковлевич Ро́гов (7 ноября 1909, Екатеринослав, Екатеринославская губерния, Российская империя (ныне Днепр, Украина) — ?) — советский учёный, кандидат физико-математических наук, доцент, ректор Воронежского государственного университета (1945—1946) и Иркутского государственного университета (1956—1962).

## Биография
Родился 7 ноября 1909 года в Екатеринославе. В 1933 году окончил физико-математический факультет Ярославского педагогического института, а в 1936 г. — аспирантуру в Ленинградском государственном педагогическом институте им. А. И. Герцена, защитив кандидатскую диссертацию в области квантовой физики. В этом же году стал заведующим кафедрой физики и деканом физического факультета Благовещенского агропедагогического института. С 1939 года завкафедрой физики Воронежского педагогического института.
Во время Великой Отечественной войны — командир роты. В 1943—1945 годах — зам. директора Воронежского педагогического института (по другим данным, в 1941 году возглавил кафедру общей физики, принимал участие в строительстве оборонительных сооружений в г. Воронеже, а в июле 1942 года вместе с институтом был эвакуирован в город Уржум Кировской области, где помимо руководства кафедрой, был заместителем директора института. В 1944 году вновь вместе с институтом вернулся в Воронеж). В 1945-46 годах — ректор Воронежского государственного университета, позже там же был проректором по научной работе, в 1946—1952 гг. — заведовал кафедрой теоретической механики и физики.
С 1952 по 1954 год командирован советником в КНДР. За работу в Корее награждён корейским орденом «Государственное знамя» 2-й степени. По возвращении снова возглавил кафедру теоретической физики Воронежского государственного университета.
С января 1956 по февраль 1962 назначен на должность ректора Иркутского государственного университета, параллельно преподавал на физико-математическом факультете (курс ядерной физики), вёл семинар по квантовой электродинамике.
В 1962 году уехал из Иркутска в Воронеж, где в 1962—1967 гг. возглавлял кафедру физики Воронежского государственного технологического института.
Автор более 30 работ преимущественно в области квантовой физики; имел авторские свидетельства.

## Признание и награды
- Орден Трудового Красного Знамени «за большие заслуги в подготовке специалистов и развитие науки» (Указ Президиума Верховного Совета СССР от 15 сентября 1961 года)
- Медаль «За победу над Германией в Великой Отечественной войне 1941—1945 гг.»;
- Медаль «За доблестный труд в Великой Отечественной войне 1941—1945 гг.»;
- Медаль «За трудовую доблесть»;
- Орден «Государственное знамя» 2-й степени[2].